# Guanabara-öböl
A Guanabara-öböl (portugálul: Baía de Guanabara) eutróf óceánparti öböl Brazília délkeleti részén, Rio de Janeiro államban. Az ország második legnagyobb öble a Bahia-beli Mindenszentek-öböl után. Nyugati partján található Rio de Janeiro városa, látványosságai közé tartozik a Corcovado-hegy (amelyen a Megváltó Krisztus szobra áll) és a Cukorsüveg-hegy.

## Elnevezése
A portugál felfedezők a Rio de Janeiro (Januári folyó) nevet adták neki, mivel 1502. január 1-én fedezték fel. Akkoriban szokás volt az új területeknek a felfedezés napján ünnepelt katolikus szent nevét adni (innen ered például a São Francisco-folyó vagy a Mindenszentek-öböl név), azonban január 1-én nem volt ilyen ünnep, így egyszerűen a Január nevet adták az öbölnek, amelyet később a kialakuló város is felvett. A meghonosodott vélemény szerint a hely neve azért lett Rio de Janeiro (Januári folyó), mert a felfezedők azt hitték, hogy egy folyó torkolata. Milton Teixeira történész szerint azonban az eredeti név Ria de Janeiro (Januári öböl) volt, amely egy félreértés következtében módosult Riora.
Az idő múlásával csak az itt kialakult város tartotta meg a Rio de Janeiro nevet, az öblöt pedig átkeresztelték Guanabarara, ahogy az egykoron itt lakó tupi indiánok nevezték azt. A névnek több értelmezése is van: tengeri kebel (guana-mbará), tengeri bejárat (iguaá-mbará), vagy folyóhoz hasonló tenger (kûárana-pará).

## Kialakulása
A tektonikus mélyedés a kainozoikumban alakult ki a Serra dos Órgãos és több kisebb tengerparti magaslat között. A Guanabara-öböl mintegy 12 000 évvel ezelőtt jött létre, amikor az Atlanti-óceán szintjének 130 méterrel való emelkedése elárasztotta ezt a mélyedést. A víz alá került talapzaton azelőtt homokpadok, sziklák és dűnék voltak, és változatos megafauna népesítette be, például masztodonok, kardfogú tigrisek, óriáslajhárok és óriásarmadillók. Az öböl partvonala folyamatosan módosult az éghajlati és környezeti események, továbbá a tengerszint egymást követő változásainak eredményeként.

## Helytörténet
Maria da Conceição Beltrão archeológus szerint a környéket már tízezer évvel ezelőtt is természeti népek lakták. A 8. században az Amazonas vidékéről további indiánok érkeztek a partvidékre, és a különböző csoportok keveredéséből kialakult a tupi–guarani kultúra. Egykori jelenlétükre az öböl partján feltárt régészeti emlékek (például a kagylóhalmok – sambaqui) utalnak.
A portugál gyarmatosítók 1502. januárjában jutottak el az öböl környékére. A legtöbb történész szerint Gaspar de Lemos fedezte fel, mások szerint azonban Amerigo Vespuccié, André Gonçalvesé, vagy Nuno Manuelé az elsőség. 1503 végén Gonçalo Coelho bejárta és feltárta az öblöt és egy kőházat is épített a partján, a Rio Carioca torkolatánál, amely később kereskedelmi állomássá alakult, körülötte pedig cukornádat kezdtek termeszteni és háziállatokat tenyészteni. Az öböl a hajók megállóhelyévé vált, ahol ivóvízet vételeztek, mielőtt folytatták volna útjukat São Vicente vagy Rio da Prata felé. 1515-ben Juan Díaz de Solís, 1516-ban Cristóvão Jacques, 1519-ben Fernão de Magalhães haladt el a környéken, és valószínűleg az öbölbe is behajóztak. 1531-ben Martim Afonso de Sousa expedíciója három hónapot töltött az öbölben és egy új kőházat és kikötőt is építettek a mai Praia Vermelha helyén. 1533-ban Tomé de Sousa, a brazil gyarmat főkormányzója úgy rendelkezett, hogy a Guanabara-öbölben települést kell alapítani.

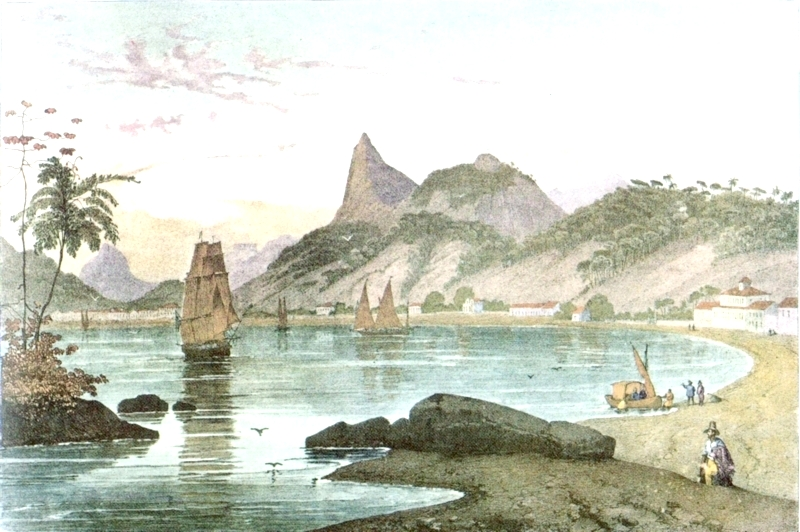
Rugendas festménye

A partvidékre a franciák is fenték a fogukat. 1555-ben Nicolas Durand de Villegaignon partra szállt a portugál fennhatóság alatt álló Guanabara-öböl Serigipe nevű szigetén és felépítette a Coligny-erődöt. Az expedíció célja az volt, hogy gyarmati központot hozzon létre, amely összekötő kapocsként szolgálna a Franciaország és Kelet-India közötti tengeri kereskedelemben. 1556-ban az öböl partján megalapították a Dél-Franciaországnak (France antarctique) nevezett gyarmatot, az ott található kezdetleges települést elfoglalták és Henriville-nek nevezték el. 1557-ben mintegy 300 francia telepes érkezett, és a helyi indiánok is a franciák pártjára álltak, ugyanis ellenezték a portugál uralmat. A gyarmatosító törekvést a portugálok csak 1560-ban neszelték meg, 1560. március 15-én Mem de Sá kormányzó megrohamozta a Coligny-erődöt és kiűzte a franciákat.
1565. március 1-én a portugálok megalapították São Sebastião do Rio de Janeiro települését, amely kezdetben egy paliszádokkal körbevett tábor volt. A franciák hamarosan visszatértek és ismét megpróbálták megvetni a lábukat az öbölben, a portugálok pedig csak közel két évig húzódó harcok árán, 1567-ben tudták kiverni őket. Mem de Sá Rio de Janeiro városát a Morro do Castelo területére helyeztette át és városfalak, bástyák építését rendelte el. Rio de Janeiro királyi kapitányság lett, és a Sá család kapta meg, hogy dinasztikusan kormányozza. További támadásoktól tartva a portugálok katonailag megerősítették az öblöt: több erődítményt építettek, az öböl bejáratát pedig leszűkítették egyes szigetek közötti sávok feltöltésével. A 17. század közepén töltötték fel a jelenlegi Praia Vermelha területét, 1697-ben pedig összekötötték azt az Ilha da Trindade szigettel, amelyen a Cukorsüveg-hegy is elhelyezkedik.
A spanyol örökösödési háború alkalmával a franciák ismét megtámadták az öblöt és a várost. Duclerc privatér 1710-es támadása teljes kudarcba fulladt, embereit megölték vagy foglyul ejtették. 1711-ben azonban Duguay-Trouin hajói megsemmisítették az öblöt őrző portugál flottát, emberei pedig elfoglalták és teljesen kifosztották Rio de Janeirot, majd a flotta visszatért Franciaországba, mielőtt még a portugál erősítés megérkezett volna.

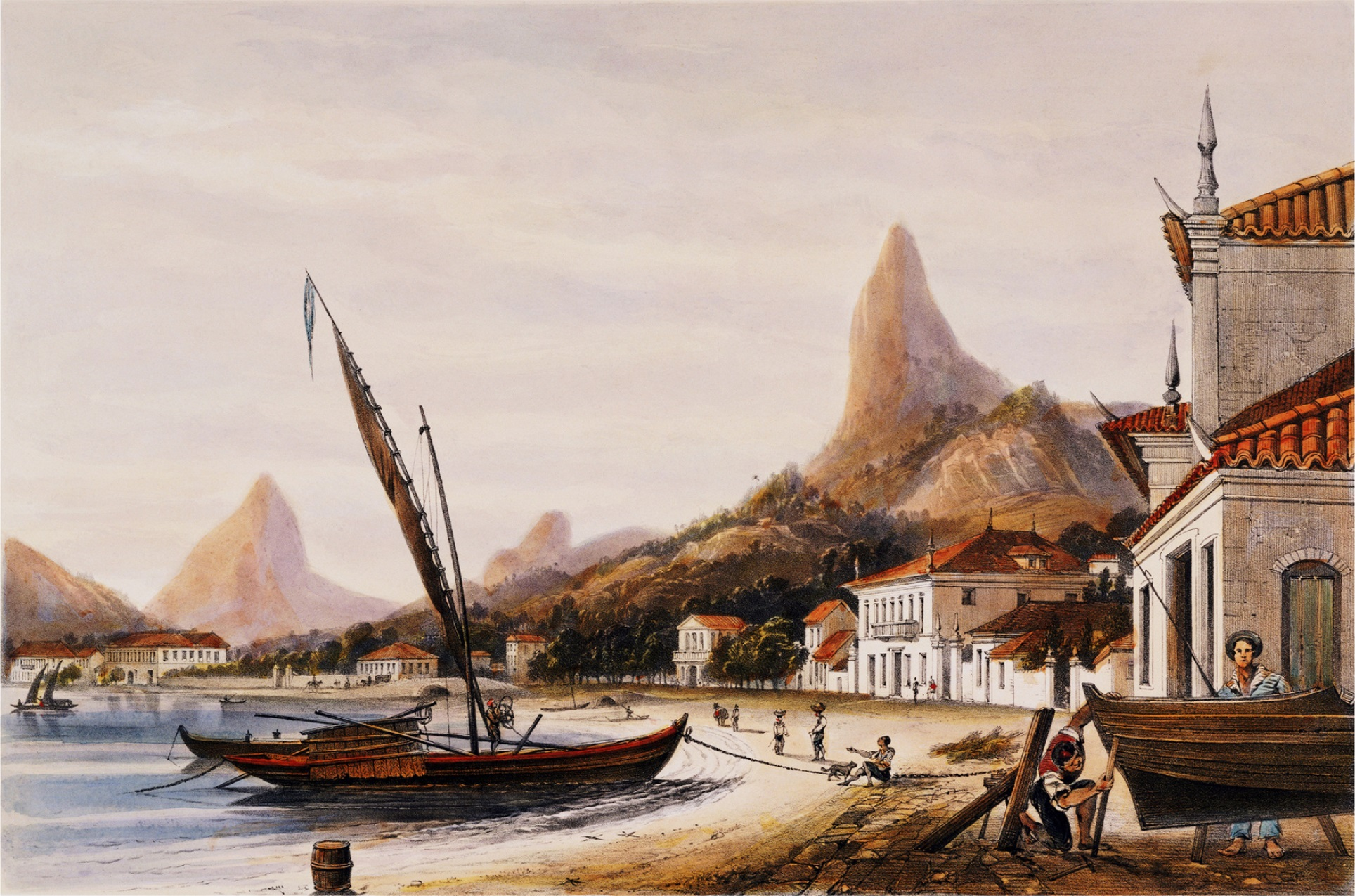
Ouseley festménye

A hely története hasonlóan alakult, mint általában a korabeli gyarmati központoké: nyersanyagok kiaknázása (például brazilfa kitermelése, bálnavadászat), a természet leigázása, az ellenséges őslakosok elüldözése. Mindeközben a gyarmatosítók népességnövekedése csekély volt, és szétszóródva éltek a parti települések és a belső területek bányászfalvai között. Az Afrikából behurcolt rabszolgák száma azonban szédületesen nőtt, és a 17–19. századok alatt a feketék száma messze meghaladta a portugálokét, ám Rio de Janeiro lakossága még így is szerény volt az európai nagyvárosok átlagos népességéhez képest. A 19. század elején az utazók idilli helyként írták le a gyönyörű, tiszta vizű, magaslatokkal és zöld hegyoldalakkal körülvett Guanabara-öblöt és a gyarmati Rio de Janeirot. Több festő megfestette az öböl látképét, közülük sokban megjelenik a Cukorsüveg-hegy, az egyik jelentős tereptárgy.
A 19. század utolsó negyedében a rabszolgaság eltörlése, a belső migráció, és a külföldi bevándorlás ösztönzése valóságos népességrobbanást idézett elő a városokban, elsősorban Rio de Janeiróban. Míg Rio de Janeiro népessége a 18. század végén ötvenezer volt, addig a 20. század elején már közel egymillió. Az iparosodással a népesség még ennél is nagyobb ütemben folytatta a növekedést. Az emberi jelenlét átformálta az öblöt és környékét, mivel figyelmen kívül hagyták az eredeti helyszín jellegzetességeit, és nem vették figyelembe a természeti erőforrások megőrzésének fontosságát. Az atlanti-parti erdőket megtizedelték, a vízrendszereket megváltoztatták, több tengersávot feltöltöttek, a vizet elszennyezték. Több sziklamagaslatot elbontottak és a földdel tettek egyenlővé (Morro do Castelo, Morro do Senado, Morro de Santo Antônio és mások), hogy építkezzenek a helyükre; a sziklatörmelékkel pedig feltöltötték az öböl egyes részeit.
A Guanabara-öbölben több mint száz portugál és francia hajóroncs fekszik feltáratlanul, de 1985-ben megtiltották a víz alatti kutatásokat a brazil haditengerészet és egy amerikai régész közötti vita eredményeként. Robert Marx régész azt állította, hogy a Guanabara-öböl mélyén egy római kori hadihajó fekszik, és ez a felfedezés átírhatja a kontinens feltárásának történetét. A haditengerészet csempészettel vádolta a régészt, a kormány pedig betiltotta a víz alatti régészetet.

## Leírása

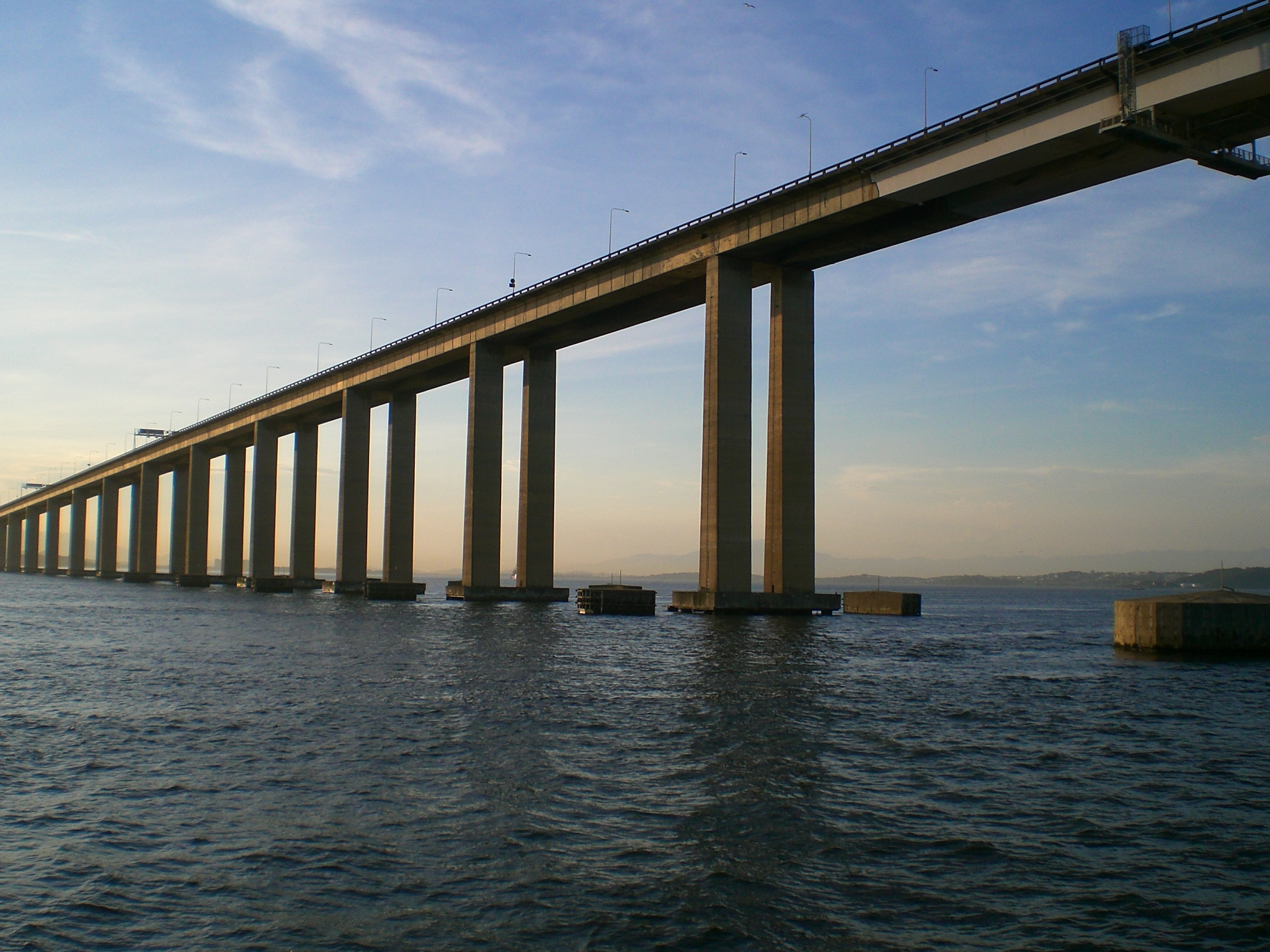
A Rio–Niterói híd

A Guanabara-öböl egy 384 km2 területű, eutróf parti öböl Brazília délkeleti részén. Hossza kelet-nyugati irányban 28, észak-déli irányban 30 kilométer. Átlagos vízmélysége 5,7 méter, az üledékek többnyire iszapból állnak, a holocén transzgresszió és a vízfolyások által hozott üledék-felhalmozódás eredményeként, amelyet felgyorsított a folyók csatornázása és az erdőirtás. Az öböl központi csatornája 30 méter mély, a bejárat közelében homokos fenékkel rendelkezik a hullámok és az árapály hatásának következtében. Az öböl bejárata előtt egy nagyméretű homokpad található. Az átlagos sótartalom 29,5±4,8‰. Az észak felé tartó sarki frontok áthaladása rendszeresen erős délnyugati szeleket és hullámzást eredményez.
Az öböl bejárata mindössze 1,6 kilométer széles. Ezt a bejáratot keleten a Papagaio-csúcs és a Santa Cruz-erőd őrzi, nyugaton pedig a Cukorsüveg-hegy és a São João-erőd; magában a bejáratban pedig Ilha da Laje erődített szigete fekszik. Az öbölben számos sziget található, például Villegagnon, Governador, Cobras, többükön erődítményekkel, haditengerészeti raktárakkal, kórházzal, szárazdokkokkal. Az öböl nyugati partján található Rio de Janeiro; a partot érintő többi község az óra járásával megegyező irányban: Duque de Caxias, Magé, Guapimirim, Itaboraí, São Gonçalo, Niterói.
Az öbölre nagy hatással volt az urbanizáció, az erdőirtás, a víz szennyvízzel, szeméttel, olajszivárgásokkal történő szennyezése. Az egykor gazdag és változatos ökoszisztéma a 20–21. században jelentős károkat szenvedett, különösen a mangrove-övezetek mentén. 2014-ben Rio de Janeiro 12 millió lakosa szennyvizének 70%-át tisztítatlanul öntötték az öbölbe. A riói olimpia alkalmával a városvezetés megígérte az öböl megtisztítását, azonban ebből semmi sem lett.